# 공배 (바둑)
공배(空排)는 바둑용어의 하나로 바둑이 끝났을 때, 흑집도 백집도 아닌, 비어있는 영역을 말한다. 바둑을 마치기 전에 흑과 백 어느 쪽이 이곳에 돌을 놓아도 집이 늘거나 줄어드는 데에 관계가 없는 지점이며, 흑백 모두 이익이나 손해가 없으므로 아무런 의미가 없는 자리다.
예를 들어 아래처럼 바둑이 끝났을 경우, a를 공배라 한다. 바둑을 마칠 때, 번갈아 공배를 메운다. 
|  |  |  |  |  |  |  |  |  |
|  |  |  |  |  |  |  |  |  |
|  |  |  |  |  |  |  |  |  |
|  |  |  |  |  |  |  |  |  |
|  |  |  |  |  |  |  |  |  |
|  |  |  |  |  |  |  |  |  |
|  |  |  |  |  |  |  |  |  |
|  |  |  |  |  |  |  |  |  |
|  |  |  |  |  |  |  |  |  |

순장바둑 및 중국식 계가법에서는 공배를 메꾸면 집이 늘어나게 된다.